# Hannover Archiv

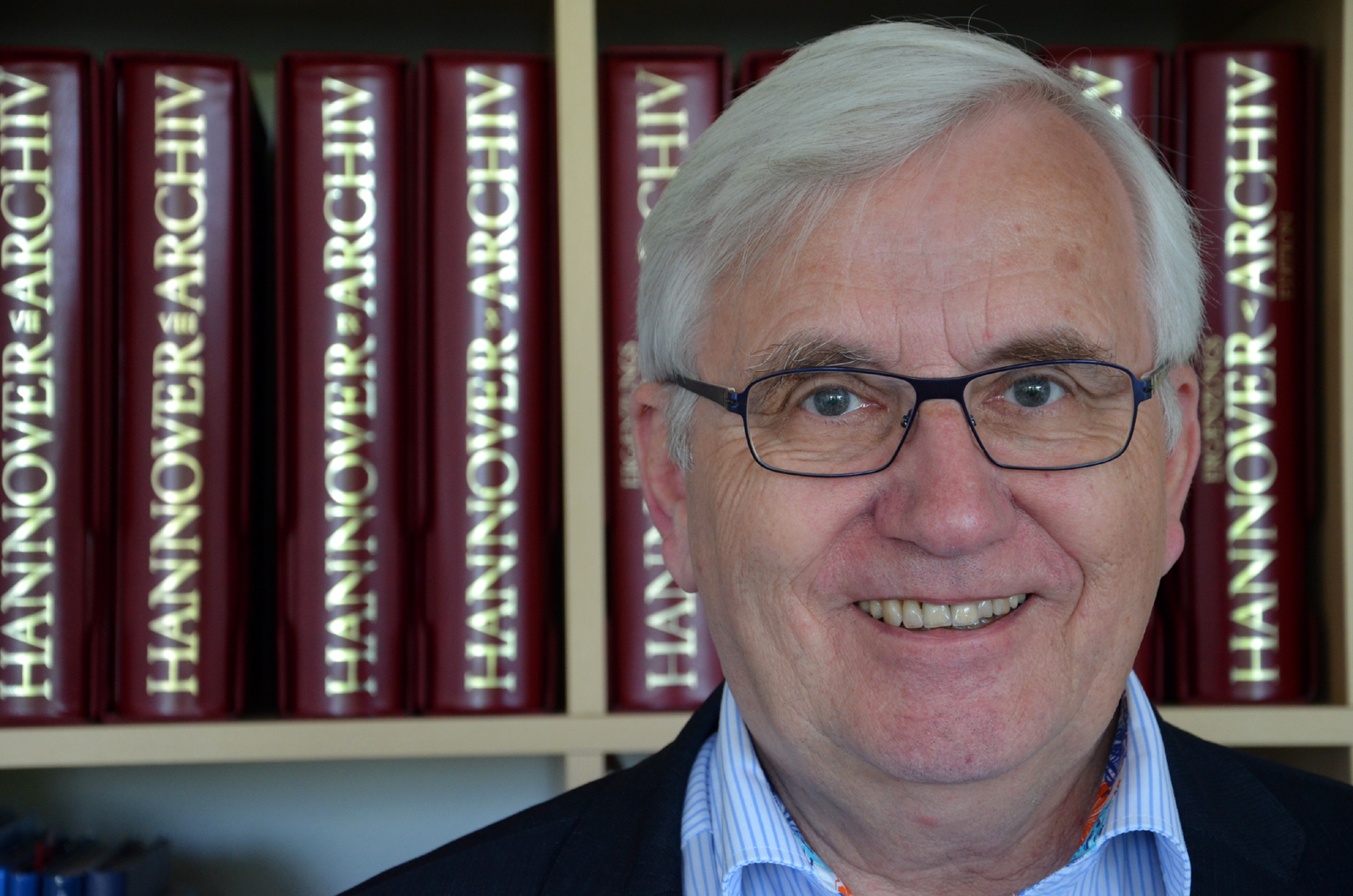
Wolf-Rüdiger Reinicke, directeur général du jusqu'en 2013, ici encore dans les étuis en PVC des Hannover Archivs dans les locaux du, également le bureau Wikipédia d'Hanovre

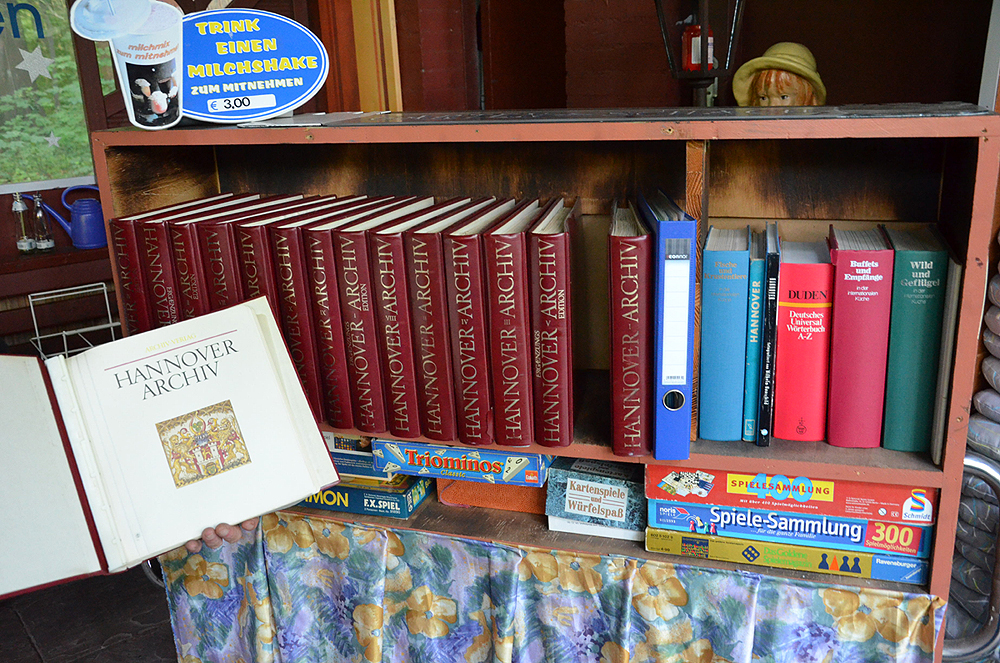
15 volumes mi-2013 dans une laiterie à Eilenriede

Les Hannover Archiv sont une collection de feuilles mobiles contenant des fac-similés de certificats et de documents historiques notamment de l'histoire de la ville d'Hanovre. L'ouvrage est publié à partir de 1979 sous forme de livraisons mensuelles individuelles pour classement dans des dossiers de l'Archiv Verlag (de). L'édition supplémentaire en cinq volumes comprend un total de 15 dossiers étiquetés sur le dos.
L'éditeur est Franz Rudolf Zankl et les images proviennent principalement du Musée d'histoire d'Hanovre (de).
Les auteurs commentant les œuvres présentées et leurs abréviations sont (par ordre alphabétique) : Rosemarie Drenkhahn (RD), Jürgen Eyssen, Thomas Grabe (TG), Beate Grubert (BG), Hartwig Guratzsch, Fritz Klein, Klaus Mlynek, Norbert Nobis (NN), Joachim Raedr (JR), Alheidis von Rohr (de), Klaus Schneider, Rita Seidel (RS), Dietmar Storch, Theo Strutz (Th.S.), Helmut Zimmermann et l'éditeur Franz Rudolf Zankl (FRZ).